# Love Dive
Love Dive es el segundo álbum sencillo del grupo femenino surcoreano Ive. Fue lanzado por Starship Entertainment el 5 de abril de 2022 y distribuido por Kakao Entertainment. El álbum contiene dos canciones, el sencillo «Love Dive» y «Royal».

## Antecedentes y lanzamiento
El 14 de marzo de 2022, la cuenta oficial de Twitter de Ive anunció el primer adelanto del grupo para su nuevo segundo álbum sencillo, ha ser lanzado el 5 de abril de 2022 bajo el título de Love Dive. Tres días después, fue publicado el calendario de actividades sobre su próximo lanzamiento, mientras que el 18 de marzo se anunció la lista de canciones, confirmando que el nuevo trabajo musical contendrá dos canciones, incluyendo el sencillo principal titulado, al igual que el álbum, «Love Dive».
El 21 de marzo de 2022, fue publicado un vídeo especial titulado "Dear Cupid", como parte de la promoción del nuevo lanzamiento.

## Composición y letras
El sencillo principal «Love Dive» fue descrita como una canción pop «oscura y moderna, con coros adictivos y mucho sonido de percusión» con letras que «reinterpretan a Cupido de la nueva era que planea brillar en el escenario». La segunda pista, «Royal», se describió como una canción dance pop con una «maravillosa línea de base house y funky» y un «sonido de sintetizador suave y conmovedor, que da la vibra elegante e intensa de una pasarela en un desfile de moda». La letra de rap de la canción fue aportada por las miembros Gaeul y Rei.

## Lista de canciones
| CD / Descarga digital |             |                                       |                                                          |                            |          |  |
| N.º                   | Título      | Letras                                | Música                                                   | Arreglos                   | Duración |  |
| 1.                    | «Love Dive» | Seo Jieum                             | Sophia Brennan, Elle Campbell, Nick Hahn                 | Nick Hahn                  | 2:58     |  |
| 2.                    | «Royal»     | Lee Seu Ran, Rick Bridges, Rei, Gaeul | Jamie Parker, Willie Weeks, Paulina Cerrilla, Kyler Niko | Jamie Parker, Willie Weeks | 3:27     |  |
| 6:25                  |             |                                       |                                                          |                            |          |  |

## Posicionamiento en listas
| Lista (2022)           | Mejor posición |
| ---------------------- | -------------- |
| Corea del Sur (Circle) | 1              |

## Historial de lanzamiento
| País          | Fecha              | Formato                         | Sello                                       |
| ------------- | ------------------ | ------------------------------- | ------------------------------------------- |
| Corea del Sur | 5 de abril de 2027 | CD, descarga digital, streaming | Starship Entertainment, Kakao Entertainment |
| Varios        | 5 de abril de 2027 | descarga digital, streaming     | Starship Entertainment, Kakao Entertainment |